# パロディウス ポータブル
『パロディウス PORTABLE』は、コナミデジタルエンタテインメントより2007年1月25日に発売されたPlayStation Portable用のソフト。「パロディウスシリーズ」5作を収録したオムニバスソフト。

## 概要
1990年に業務用で稼動した『パロディウスだ! 〜神話からお笑いへ〜』、1994年に業務用で稼動した『極上パロディウス 〜過去の栄光を求めて〜』、1996年に業務用で稼動した『セクシーパロディウス』、1995年にスーパーファミコンで発売され、1996年にPlayStation、セガサターンにも移植された『実況おしゃべりパロディウス 〜forever with me〜』（本作ではPlayStation版が収録されている）、そして1988年にMSXで発売された初代『パロディウス 〜タコは地球を救う〜』のパワーアップアレンジ移植（発表当初は「シークレットタイトル」とされていた）を合わせ、合計5作が収録されている。
また、自由にBGMが聴ける「ミュージックプレイヤーモード」も搭載されているが、一部ステージのBGMで権利の都合によりオリジナル版から差し替えられてしまったものが存在する（下記参照）。
パロディウスシリーズはパワーアップをしつつミスをせずに続けた時間に比例して難易度が上昇する「タイマー難度」を搭載しているが、本作では設定でこの「難易度上昇率」を変更可能になっている。また、『グラディウス ポータブル』同様に自機の当たり判定のサイズを変更したり、画面サイズの変更が可能。さらに、携帯ゲーム機ならではの機能として『グラディウス ポータブル』同様にゲーム中にセーブが可能で、いつでも中断が可能になっている。
2人同時プレイはできないが、デモ画面のプレイでは見ることができる。
また、本作では登場キャラクターのうち、スーパーファミコン版『極上パロディウス』に登場していた「ゴエモン」の2Pキャラクターの「エビス丸」が唯一登場しなかった。

## 差し替えられた曲
上記の通り、本作では権利の関係から一部差し替えられた曲が存在し、それぞれ「著作権の切れた作品」や「よく似たオリジナル曲」などに変更されている。
- パロディウスだ! 〜神話からお笑いへ〜
  - ステージ4（日本面）：ハチャトゥリアン『剣の舞』→ブラームス『ハンガリー舞曲 第5番』
- 極上パロディウス 〜過去の栄光を求めて〜
  - ステージ1（クレーン面）：ジョー・ガーランド『イン・ザ・ムード』→アメリカ民謡『藁の中の七面鳥（オクラホマミキサー）』
  - ステージ3ボス（お菓子面）：ペレス・プラード『マンボNo.5』→イェッセル『おもちゃの兵隊の観兵式』
- 実況おしゃべりパロディウス 〜forever with me〜
  - ステージ1（ソウル面）：KC&ザ・サンシャイン・バンド『ザッツ・ザ・ウェイ（英語版）』→NAOKI『BRILLIANT 2U』
『BRILLIANT 2U』は同社の音楽ゲーム『DanceDanceRevolution 2ndMIX』に収録されていた楽曲であり、変更前の『ザッツ・ザ・ウェイ』もまた初代『DanceDanceRevolution』に収録されていた楽曲である。
  - おまけステージ2（サーキット面）：『P1-Grand Prinのテーマ』→『PARUTH』
イントロがTHE SQUARE『TRUTH』に酷似しているため。差し替え後は曲全体が『TRUTH』に似た曲調となっている。
- セクシーパロディウス
  - ステージ1（牧場面）：ゴンチチ『北海道は、どこにある？ここにある！』（面BGMのイントロとして使用）
イントロ部分を全く別の曲にした上で、イントロ以外もアレンジを若干変更された。
  - ステージ3Aボス（竜宮面）：エマヌエル・アミラン『マイム・マイム』→ロシア民謡『コロブチカ』
  - ステージ4A（工場面）：ポール・モーリア『オリーブの首飾り』→モーツァルト『交響曲第40番』

ただし、「実況おしゃべりパロディウス 〜forever with me〜」のステージ1（ソウル面）ボスBGM『じゅでーMY LOVE』（ジュディ・オングの『魅せられて』（作曲：筒美京平））や、同作のステージ4（江戸面）BGM『がんばれゴエモン, テケテケ道中』（ザ・ベンチャーズの『ダイアモンド・ヘッド』）は、日本音楽著作権協会（JASRAC）の楽曲使用許諾を受けているため変更されずに使用されている。